# تشيفنغ
تشيفنغ (بالصينية: 赤峰市 )‏ هي مدينة على مستوى محافظة، في جمهورية الصين الشعبية، تتبع منغوليا الداخلية، تبلغ مساحتها 90,275 كيلومتر مربع، رمزها البريدي هو 024000.

## المناخ
يظهر الجدول التالي التغييرات المناخية على مدار السنة لتشيفنغ:
| البيانات المناخية لـتشيفنغ                  | البيانات المناخية لـتشيفنغ | البيانات المناخية لـتشيفنغ | البيانات المناخية لـتشيفنغ | البيانات المناخية لـتشيفنغ | البيانات المناخية لـتشيفنغ | البيانات المناخية لـتشيفنغ | البيانات المناخية لـتشيفنغ | البيانات المناخية لـتشيفنغ | البيانات المناخية لـتشيفنغ | البيانات المناخية لـتشيفنغ | البيانات المناخية لـتشيفنغ | البيانات المناخية لـتشيفنغ | البيانات المناخية لـتشيفنغ |
| الشهر                                       | يناير                      | فبراير                     | مارس                       | أبريل                      | مايو                       | يونيو                      | يوليو                      | أغسطس                      | سبتمبر                     | أكتوبر                     | نوفمبر                     | ديسمبر                     | المعدل السنوي              |
| ------------------------------------------- | -------------------------- | -------------------------- | -------------------------- | -------------------------- | -------------------------- | -------------------------- | -------------------------- | -------------------------- | -------------------------- | -------------------------- | -------------------------- | -------------------------- | -------------------------- |
| متوسط درجة الحرارة الكبرى °م (°ف)           | −3.4 (25.9)                | 0.2 (32.4)                 | 7.1 (44.8)                 | 16.7 (62.1)                | 23.4 (74.1)                | 27.5 (81.5)                | 29.4 (84.9)                | 27.9 (82.2)                | 23.0 (73.4)                | 15.6 (60.1)                | 5.8 (42.4)                 | −1.1 (30.0)                | 14.3 (57.8)                |
| متوسط درجة الحرارة الصغرى °م (°ف)           | −16.3 (2.7)                | −13.4 (7.9)                | −6.3 (20.7)                | 2.7 (36.9)                 | 9.9 (49.8)                 | 15.3 (59.5)                | 18.5 (65.3)                | 16.5 (61.7)                | 9.8 (49.6)                 | 2.1 (35.8)                 | −6.5 (20.3)                | −13.2 (8.2)                | 1.6 (34.9)                 |
| الهطول مم (إنش)                             | 1.6 (0.06)                 | 2.4 (0.09)                 | 6.6 (0.26)                 | 14.4 (0.57)                | 40.2 (1.58)                | 64.0 (2.52)                | 109.3 (4.30)               | 75.1 (2.96)                | 31.7 (1.25)                | 19.5 (0.77)                | 4.4 (0.17)                 | 1.9 (0.07)                 | 371.1 (14.6)               |
| متوسط أيام هطول الأمطار (≥ 0.1 mm)          | 1.8                        | 1.8                        | 2.7                        | 4.1                        | 7.8                        | 12.1                       | 14.2                       | 10.4                       | 7.0                        | 4.5                        | 2.6                        | 1.1                        | 70.1                       |
| متوسط الرطوبة النسبية (%)                   | 43                         | 40                         | 39                         | 37                         | 41                         | 54                         | 66                         | 67                         | 58                         | 50                         | 47                         | 44                         | 49                         |
| ساعات سطوع الشمس الشهرية                    | 205.1                      | 210.1                      | 254.4                      | 259.2                      | 281.0                      | 263.6                      | 254.0                      | 255.3                      | 251.4                      | 241.1                      | 201.0                      | 189.6                      | 2٬865٫8                    |
| نسبة وصول أشعة الشمس                        | 71                         | 71                         | 69                         | 65                         | 63                         | 58                         | 55                         | 59                         | 67                         | 70                         | 68                         | 67                         | 65                         |
| المصدر: China Meteorological Administration |                            |                            |                            |                            |                            |                            |                            |                            |                            |                            |                            |                            |                            |

## التقسيمات الإدارية
- Hongshan District, Chifeng [الإنجليزية]‏
- Yuanbaoshan District [الإنجليزية]‏
- Songshan District, Chifeng [الإنجليزية]‏
- Ar Horqin Banner [الإنجليزية]‏
- Bairin Left Banner [الإنجليزية]‏
- Bairin Right Banner [الإنجليزية]‏
- Linxi County, Inner Mongolia [الإنجليزية]‏
- Hexigten Banner [الإنجليزية]‏
- Ongniud Banner [الإنجليزية]‏
- Harqin Banner [الإنجليزية]‏
- Ningcheng County [الإنجليزية]‏
- Aohan Banner [الإنجليزية]‏.

## أعلام
- منغ فانلونغ